# Carlo Dell'Avalle
Carlo Dell'Avalle (Milano, 24 aprile 1861 – 10 dicembre 1917) è stato un politico italiano.

## Biografia
Figlio di Nicola e Adelaide Giani, lavorava come tipografo accompagnando la sua attività all'interesse politico e di organizzazione sindacale. Inizialmente vicino al movimento repubblicano, si avvicinò alle idee del socialismo che in quegli anni si diffondevano con lo sviluppo dell'industria.
Nel 1882 fondò la "Società Genio e Lavoro", che riuniva le principali organizzazioni operaie del capoluogo lombardo, tra cui i ferrovieri e i lavoratori della Pirelli.
Nell'agosto del 1889 diede vita al settimanale "L'Italia Operaia". Nel 1891, al congresso del Partito Operaio Italiano che si tenne a Milano, propose la formazione di un partito politico basato sulle idee socialiste. Questa idea venne accolta positivamente da esponenti di spicco del movimento, quali Filippo Turati e Antonio Maffi, che propose il nome di Partito dei Lavoratori Italiani.
La mediazione tra le varie correnti politiche interne fu attuata da Turati, e venne sancita a Genova nel 1892, con la nascita del Partito dei Lavoratori Italiani, di chiara ispirazione socialista.
In questa occasione Dell'Avalle fece parte del comitato centrale del nuovo partito, divenendone il segretario di quest'ultimo.
Nel 1893, nel II Congresso di Reggio Emilia, il partito si diede un'autonomia e un nome ufficiale come Partito Socialista dei Lavoratori Italiani, inglobando anche il Partito Socialista Rivoluzionario Italiano di Andrea Costa. Carlo Dell'Avalle venne confermato segretario all'interno del comitato centrale.
Nell'ottobre del 1894 il partito viene sciolto per decreto a causa della repressione crispina. Il 13 gennaio 1895 si tenne in clandestinità il III Congresso a Parma del partito, che decise di assumere la denominazione definitiva di Partito Socialista Italiano.